# Jeck Ferenc
Jeck Ferenc (Budajenő, 1941. november 9. – Salgótarján, 2010. június 11.) magyar labdarúgó, csatár.

## Pályafutása
Budajenőn, a Tipográfiában, a Debreceni Dózsában és a Budafokban futballozott, majd 1965 és 1977 között a Salgótarjáni BTC játékosa volt. Csapatkapitánya volt az 1971–72-es idényben bajnoki bronzérmet szerzett csapatnak. Összesen 254 bajnoki mérkőzésen szerepelt és 54 gólt szerzett.
1985-ben az SBTC labdarúgó-szakosztályának elnökhelyettese, majd később vezetője lett.

## Sikerei, díjai
- Magyar bajnokság
  - 3.: 1971–72
- Magyar Népköztársasági Kupa (MNK)
  - döntős: 1967